# 1955年の日本公開映画
- 映画 > 映画の一覧 > 年度別日本公開映画 > 1955年の日本公開映画
- 映画 > 1955年の映画 > 1955年の日本公開映画

1955年の日本公開映画（1955ねんのにほんこうかいえいが）では、1955年（昭和30年）1月1日から同年12月31日までに日本で商業公開された映画の一覧を記載。作品名の右の丸括弧内は製作国を示す。
記載の凡例については年度別日本公開映画#凡例を参照

## 作品一覧

### 1月
- 2日
  - 男の城 ( アメリカ合衆国)
- 3日
  - 新諸国物語 紅孔雀 ( 日本)
  - 第八ジェット戦闘機隊 ( アメリカ合衆国)
  - 隼の魔王 ( 日本)
- 4日
  - 長い灰色の線 ( アメリカ合衆国)
- 8日
  - 月は上りぬ ( 日本)
- 9日
  - 恋化粧 ( 日本)
  - 人間魚雷回天 ( 日本)
  - 八州遊侠伝 白鷺三味線 ( 日本)
  - 春を待つ人々 ( 日本)
- 14日
  - 裏窓 ( アメリカ合衆国)
  - 砂漠は生きている ( アメリカ合衆国)
- 15日
  - 浮雲 ( 日本)
  - 勢ぞろい 喧嘩若衆 ( 日本)
  - 大学は出たけれど ( 日本)
  - マルタ島攻防戦 ( イギリス)
  - 紋三郎の秀 ( 日本)
  - 六つの橋を渡る男 ( アメリカ合衆国)
- 22日
  - 明治一代女 ( 日本)
- 27日
  - 姿三四郎　第一部 ( 日本)
- 29日
  - 次男坊鴉 ( 日本)
  - マオリ族の怒り ( イギリス)
  - わたしの罪ではない ( フランス/ イタリア)

### 2月
- 1日
  - 姿三四郎　第二部 ( 日本)
- 4日
  - 母と娘の瞳 ( 日本)
- 5日
  - 酔いどれ囃子 ( 日本)
- 6日
  - メリイ・ウィドウ ( アメリカ合衆国)
- 8日
  - 欲望の谷 ( アメリカ合衆国)
- 12日
  - 凸凹巨人退治 ( アメリカ合衆国)
  - 快傑紅はこべ ( イギリス)
  - 明日の幸福 ( 日本)
  - ここに泉あり ( 日本)
- 13日
  - 越後獅子祭り やくざ若衆 ( 日本)
- 19日
  - 女給 ( 日本)
  - 彩られし幻想曲 ( イギリス)
- 20日
  - 隠密若衆 ( 日本)
- 22日
  - 妄執の影 ( フランス)
- 24日
  - 私の夫は二人いる ( アメリカ合衆国)
- 27日
  - 血槍富士 ( 日本)
  - トコリの橋 ( アメリカ合衆国)

### 3月
- 1日
  - この世の花 ( 日本)
- 5日
  - ホブスンの婿選び ( イギリス)
- 8日
  - やぶにらみの暴君 ( フランス)
  - ユリシーズ ( イタリア)
- 13日
  - 彦左と太助 俺は天下の御意見番 ( 日本)
  - 侍ニッポン 新納鶴千代 ( 日本)
- 15日
  - 不滅の熱球 ( アメリカ合衆国)
  - ララミーから来た男 ( アメリカ合衆国)
- 16日
  - 紫の平原 ( アメリカ合衆国/ イギリス)
- 17日
  - ダニー・ケイの新兵さん ( アメリカ合衆国)
- 18日
  - 奥様は芳紀17才 ( アメリカ合衆国)
  - 失われた少年 ( アメリカ合衆国)
- 21日
  - ジャズ娘乾杯! ( 日本)
- 22日
  - ピーター・パン ( アメリカ合衆国)
- 25日
  - 次男坊判官 ( 日本)
- 28日
  - 喧嘩奉行 ( 日本)

### 4月
- 5日
  - 埋れた青春 ( フランス)
  - 修羅桜 ( 日本)
  - デジレ ( アメリカ合衆国)
  - 妙法院勘八 ( 日本)
- 6日
  - ヴェラクルス ( アメリカ合衆国)
  - 太鼓の響き ( アメリカ合衆国)
- 10日
  - 姉妹( 日本)
- 13日
  - 星のない男 ( アメリカ合衆国)
- 14日
  - からたち日記 ( 日本)
  - 心に花の咲く日まで ( 日本)
  - 広い天 ( 日本)
- 16日
  - 雨の朝巴里に死す ( アメリカ合衆国)
- 17日
  - 黄金の賞品 ( アメリカ合衆国)
- 19日
  - 青春航路 海の若人 ( 日本)
- 20日
  - 三つ数えろ ( アメリカ合衆国)
- 22日
  - ショウほど素敵な商売はない ( アメリカ合衆国)
- 24日
  - ゴジラの逆襲 ( 日本)
  - 弥次喜多漫才道中 化け姫騒動の巻 ( 日本)
- 26日
  - マンボ ( アメリカ合衆国)
- 28日
  - ある落日 ( 日本)

### 5月
- 3日
  - 情事の終り ( アメリカ合衆国)
  - 青竜街の狼 ( 日本)
- 5日
  - 日本人の勲章 ( アメリカ合衆国)
- 8日
  - 緑はるかに ( 日本)
- 12日
  - 無頼の谷 ( アメリカ合衆国)
- 13日
  - スピードに命を賭ける男 ( アメリカ合衆国)
  - あの高地を取れ ( アメリカ合衆国)
  - ドン・カミロ頑張る ( フランス)
  - 氾濫 ( 日本)
- 18日
  - 浪人吹雪 ( 日本)
- 19日
  - 妻の勲章 ( 日本)
- 21日
  - 野性の女 ( アメリカ合衆国)
- 24日
  - あばれ纏千両肌 ( 日本)
- 27日
  - スタア誕生 ( アメリカ合衆国)
- 29日
  - 黄金の腕 ( アメリカ合衆国)

### 6月
- 1日
  - ナポリの饗宴 ( イタリア)
- 13日
  - 弥太郎笠 ( 日本)
- 15日
  - 藤十郎の恋 ( 日本)
- 17日
  - 夜の来訪者 ( イギリス)
- 18日
  - 女優ナナ ( フランス /  イタリア)
- 21日
  - 終電車の死美人 ( 日本)
  - 天兵童子 第一篇 波濤の若武者 ( 日本)
- 23日
  - 空は晴れたり ( 日本)
- 24日
  - 賄賂 ( アメリカ合衆国)
- 26日
  - 女中ッ子 ( 日本)
- 28日
  - 天兵童子 第二篇 高松城の密使 ( 日本)
- 29日
  - 死刑5分前 ( アメリカ合衆国)

### 7月
- 5日
  - あっぱれ腰抜け珍道中 ( 日本)
  - 太平洋航空作戦 ( アメリカ合衆国)
  - 天兵童子 完結篇 日の丸初陣 ( 日本)
- 6日
  - 豪族の砦 ( アメリカ合衆国)
- 8日
  - 電話は夕方に鳴る ( 日本)
- 9日
  - パンと恋と夢 ( イタリア)
- 12日
  - お嬢さんの求婚 ( 日本)
  - 原子未来戦 ( アメリカ合衆国)
  - 修禅寺物語 ( 日本)
- 15日
  - サンタフェへの道 ( アメリカ合衆国)
- 21日
  - 寝台の秘密 ( フランス)
- 22日
  - 埠頭の縄張り ( 日本)
- 25日
  - 芸者小夏 ひとり寝る夜の小夏 ( 日本)
- 26日
  - 下郎の首 ( 日本)
  - 初恋三人息子 ( 日本)
- 29日
  - 悪徳警官 ( アメリカ合衆国)
- 30日
  - 源義経 ( 日本)
  - 夕焼童子 第一部 出羽の小天狗 ( 日本)
- 31日
  - 追われる男 ( アメリカ合衆国)
  - 艦隊は踊る ( アメリカ合衆国)

### 8月
- 1日
  - 清水の三ン下奴 ( 日本)
- 6日
  - 四十人の女盗賊 ( アメリカ合衆国)
- 9日
  - アウシュウィツの女囚（ ポーランド） [1]
  - ここに男あり ( 日本)
- 12日
  - 復讐の七仮面 ( 日本)
  - 我が心に君深く ( アメリカ合衆国)
- 13日
  - 一攫千金を夢みる男 ( アメリカ合衆国)
  - 荒野の貴婦人 ( アメリカ合衆国)
  - 白人酋長 ( アメリカ合衆国)
- 14日
  - 旅情 ( イギリス /  アメリカ合衆国)
- 16日
  - 獣人雪男 ( 日本)
- 21日
  - 暴力教室 ( アメリカ合衆国)
- 23日
  - 体当りすれすれ娘 ( 日本)
- 25日
  - 遥かなる地平線 ( アメリカ合衆国)
- 26日
  - フレンチ・カンカン ( フランス)
- 27日
  - 東京暗黒街 竹の家 ( アメリカ合衆国)
- 31日
  - こころ ( 日本)
  - 夏目漱石の三四郎 ( 日本)

### 9月
- 3日
  - 大いなる希望 ( イタリア)
- 6日
  - 綱渡り見世物侍 ( 日本)
- 13日
  - だんまり又平 飛龍無双 ( 日本)
  - 夫婦善哉 ( 日本)
  - 若夫婦なやまし日記 ( 日本)
- 14日
  - 足ながおじさん ( アメリカ合衆国)
- 16日
  - 彼奴は顔役だ! ( アメリカ合衆国)
- 20日
  - 混血児アンジェロ ( フランス/ イタリア)
  - 織田信長 ( 日本)
- 21日
  - くちづけ ( 日本)
- 22日
  - 俺達は天使じゃない ( アメリカ合衆国)
- 23日
  - 重役室 ( アメリカ合衆国)
- 25日
  - 赤城の血祭 ( 日本)
- 28日
  - 姿なき目撃者 ( 日本)

### 10月
- 3日
  - 歌舞伎十八番「鳴神」 美女と海龍 ( 日本)
- 4日
  - アラモの砦 ( アメリカ合衆国)
- 5日
  - あすなろ物語 ( 日本)
- 9日
  - 獅子丸一平 ( 日本)
- 11日
  - 素晴らしき招待 ( 日本)
- 14日
  - エデンの東 ( アメリカ合衆国)
  - 地獄の戦線 ( アメリカ合衆国)
  - 泥棒成金 ( アメリカ合衆国)
  - 肉体の怒り ( フランス)
- 17日
  - 続・獅子丸一平 ( 日本)
- 18日
  - 悪の決算 ( フランス)
  - 悪の塔 ( フランス/ イタリア)
  - 人間の壁 ( 日本)
- 25日
  - 次郎物語 ( 日本)
  - 夏の嵐 ( イタリア)
- 27日
  - 七つの弾丸 ( 日本)
- 29日
  - 愛情は深い海のごとく ( イギリス)
  - キッスで殺せ! ( アメリカ合衆国)
- 30日
  - 絵島生島 ( 日本)

### 11月
- 1日
  - 帰って来た若旦那 ( 日本)
  - 薩摩飛脚 前篇 ( 日本)
  - ジャンケン娘 ( 日本)
  - 七年目の浮気 ( アメリカ合衆国)
  - ローマの女 ( イタリア)
- 4日
  - いつも上天気 ( アメリカ合衆国)
- 8日
  - 朝霧 ( 日本)
  - 荒獅子判官 ( 日本)
  - 風流交番日記 ( 日本)
  - 見知らぬ人でなく ( アメリカ合衆国)
- 12日
  - 白昼の対決 ( アメリカ合衆国)
  - ローレンの反撃 ( アメリカ合衆国)
- 15日
  - 柿の木のある家 ( 日本)
  - 薩摩飛脚 完結篇 ( 日本)
  - やさしい狼犬部隊 ( アメリカ合衆国)
- 17日
  - 蜘蛛の巣 ( アメリカ合衆国)
- 18日
  - 慕情 ( アメリカ合衆国)
- 19日
  - ガラスの靴 ( アメリカ合衆国)
- 22日
  - あばれ振袖 ( 日本)
  - 生きものの記録 ( 日本)
- 23日
  - 乳房よ永遠なれ ( 日本)
- 25日
  - お若いデス ( アメリカ合衆国)（底抜けダイヤ強盗）
- 29日
  - 青い果実 ( 日本)
  - エディ・フォイ物語 ( アメリカ合衆国)
  - 洪水の前 ( フランス)
  - 島のならず者 ( イギリス)
  - 水爆持逃げ道中 ( イギリス)

### 12月
- 5日
  - 恐喝の街 ( アメリカ合衆国)
- 6日
  - 息子一人に嫁八人 ( 日本)
- 9日
  - 顔役時代 ( アメリカ合衆国)
  - 正々堂々 ( 日本)
- 14日
  - 台風圏 ( イギリス)
- 19日
  - 魔人スヴェンガリ ( イギリス)
- 22日
  - マッコーネル物語 ( アメリカ合衆国)
- 23日
  - ミスタア・ロバーツ ( アメリカ合衆国)
- 24日
  - ダニー・ケイの黒いキツネ ( アメリカ合衆国)
  - ピラミッド ( アメリカ合衆国)
- 26日
  - 宇宙水爆戦 ( アメリカ合衆国)
- 28日
  - 歌え!青春はりきり娘 ( 日本)
  - 大江戸出世双六 ( 日本)
- 30日
  - たくましき男たち ( アメリカ合衆国)
  - 北海の果て ( アメリカ合衆国)